# Solanum intermedium
Solanum intermedium är en potatisväxtart som beskrevs av Otto Sendtner. Solanum intermedium ingår i släktet skattor som ingår i familjen potatisväxter. Inga underarter finns listade i Catalogue of Life.